# Leeuwensteijn
Leeuwensteijn was een adellijk goed en buitenplaats in de Nederlandse plaats Voorburg, provincie Zuid-Holland. Op de plek van het voormalige landgoed ligt tegenwoordig de villawijk Park Leeuwensteijn.

## Geschiedenis
De oudste vermelding van Leeuwensteijn dateert uit 1351. De familie Van Alckemade was vanaf 1440 eigenaar van deze ridderhofstede, die overigens een leen was van de heren van Wassenaar.

### Vrouw van de herbergier
Eind 18e eeuw bestond Leeuwensteijn uit een buitenhuis, een koetshuis en een theehuisje langs de Vliet. Eigenaar was toen Paulus van Alckemade. Hij niet in 1782, als laatste telg uit het geslacht, het goed na aan Johanna Moeskop. Zij was de echtgenote van de herbergier Zeger van Steensel, die in Voorburg herberg De Swaen uitbaatte. Hij had deze herberg in 1773 kunnen kopen, mede omdat Paulus zich borg had gesteld voor leningen aan Zeger. De inmiddels verarmde vrijgezel Paulus kwam regelmatig in de herberg, en vanwege zijn goede band met Johanna legde hij in 1778 in zijn testament vast dat zij al zijn bezittingen zou erven.
Na de dood van Paulus werd Johanna niet alleen eigenaresse van het landgoed Leeuwensteijn en de bijbehorende heerlijke rechten, maar ook van alle adellijke titels, waardoor zij zich voortaan Johanna van Steensel-Moeskop Vrouwe van Creuningen, Reyerskop en Leeuwesteyn mocht noemen. Zeger en Johanna verkochten nu hun herberg en gingen op Leeuwesteijn wonen.

### Verkoop
Johanna en Zeger van Steensel verkochten in 1792 de buitenplaats aan Prince. De heerlijke rechten en de titel van ambachtsvrouw gingen nog wel over op Johanna’s oudste dochter Mittie, maar in 1808 verkocht zij deze rechten.
Leeuwensteijn werd in 1801 aangekocht door mr. Johan van Kuffelaar. In 1828 volgde de aankoop door een voormalige hofdame van Wilhelmina van Pruisen. Ter ere van haar werd het huis omgedoopt tot Wilhelminaburg.
In 1840 overleed de toenmalige eigenaresse Elizabeth Constantia Huijsinga. Haar erfgenamen verkochten Leeuwesteijn aan Louise Rudolphine Julie Vignon, die dat jaar weduwe was geworden. Louise verhuisde in 1841 van Voorschoten naar Leeuwenstein, maar haar nieuwe woonplek beviel haar niet en al in 1846 verkocht ze Leeuwenstein aan Johan David van der Trappen.

### Prinses
Prinses Marianne, dochter van koning Willem I, kocht Leeuwensteijn in 1861. Zij gebruikte het als gastenverblijf, terwijl ze zelf verbleef op het nabijgelegen Rusthof. Marianne liet Leeuwensteijn in 1883 na aan haar zoon Albert van Pruisen. Hij overleed in 1906, waarna Leeuwensteijn werd verkocht.

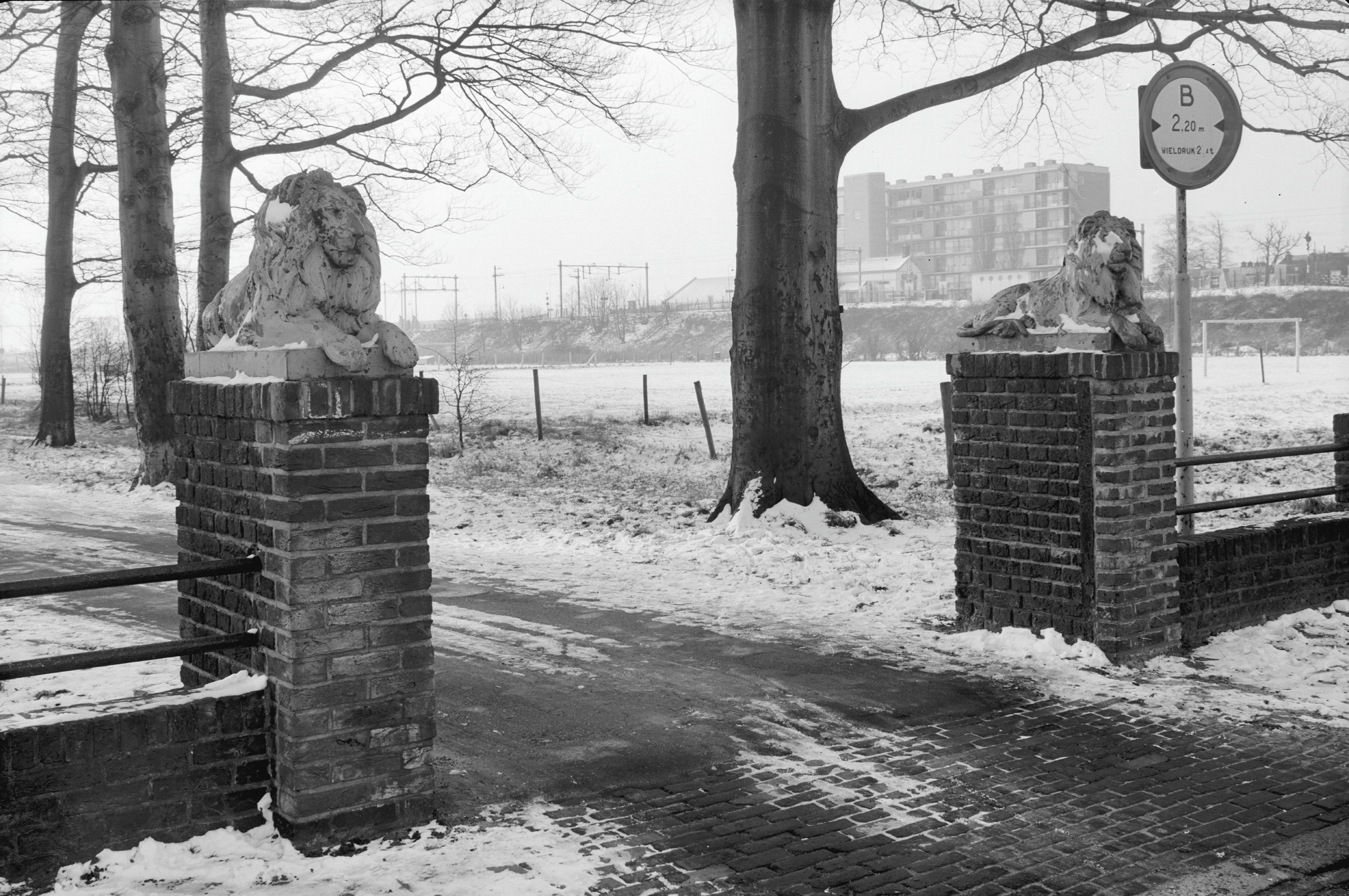
De originele leeuwen bij de ingang van het park (1964)

### Afbraak
In 1922 was er sprake van dat Shell het goed in gebruik zou nemen als sportcentrum, maar dit ging niet door. Het huis werd uiteindelijk in 1935 door projectontwikkelaars afgebroken: zij verkavelden het landgoed in kleinere percelen, waar vervolgens het villapark werd gebouwd.
Van de buitenplaats is het omgrachte huisterrein als park bewaard gebleven. Bij de ingang van het park staan twee beelden van leeuwen: het betreft replica’s, want de originele beelden zijn in 1998 gestolen.
Arentsburgh · Damsigt · Duivenstein · Eemwijk · Heeswijk · Hoekenburg · Hoekvliet · Hofwijck · In de Wereldt is veel Gevaer · Leeuwensteijn · De Loo · Middenburg · Middendorp · Noordervliet · Rusthof · Schoonoord · Sionslust · Vliet en Burgh · Vreugd en Rust · Vrijburg · De Werve